# BPU Banca

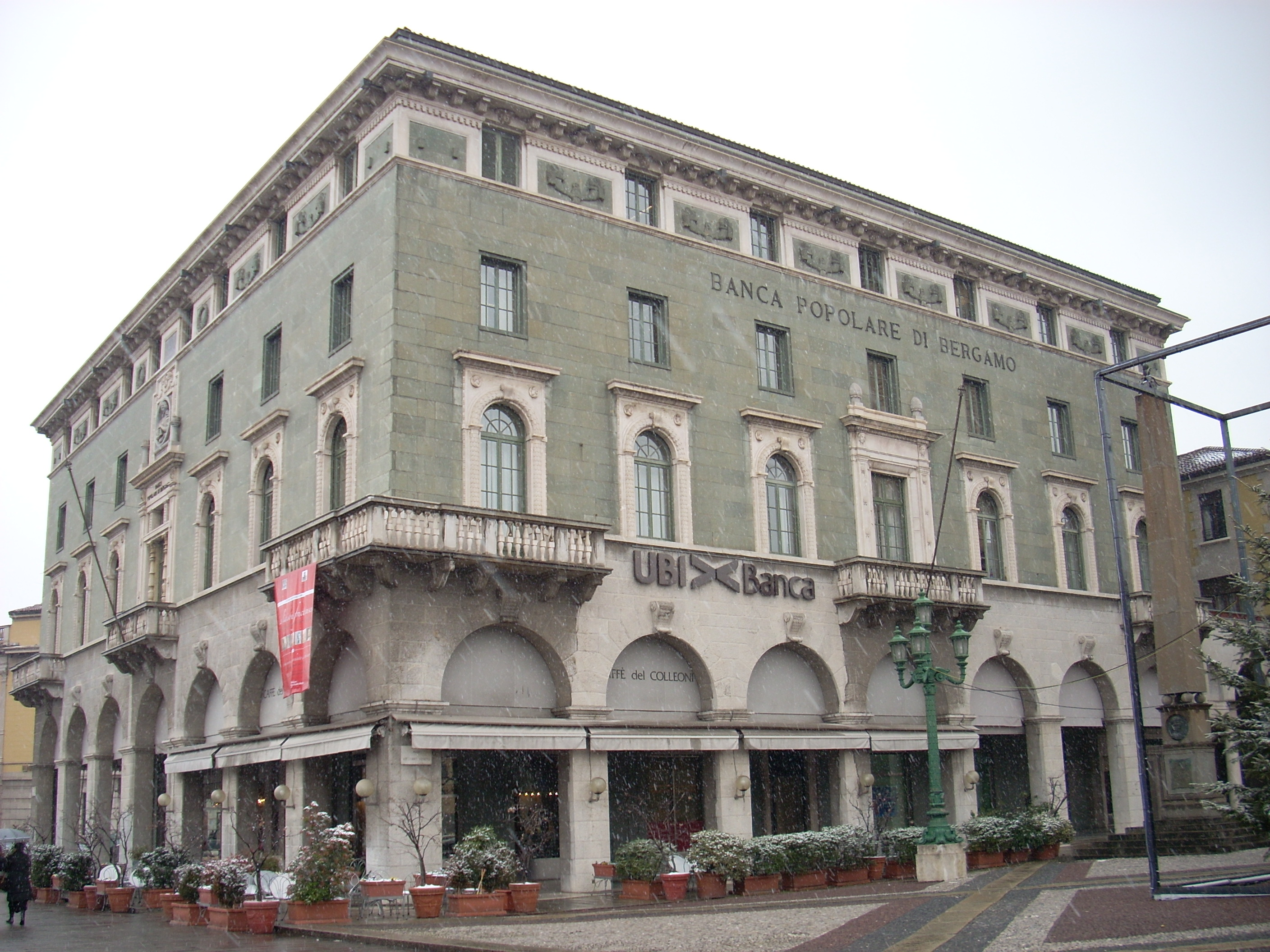
La sede storica della Banca Popolare di Bergamo

BPU Banca - Banche Popolari Unite era il settimo gruppo bancario italiano, primo tra le banche popolari, con oltre 3 milioni di clienti, un totale attivo di 64 miliardi di euro, 1 184 sportelli, e 14 825 dipendenti. La sede sociale era a Bergamo.
Dal 1º aprile 2007 si è fusa con la Banca Lombarda dando vita a UBI Banca (oggi Intesa Sanpaolo).

## Storia
BPU Banca era stata costituita il 1º luglio 2003 a seguito della fusione dei gruppi Banca Popolare di Bergamo  e Banca Popolare Commercio e Industria.

## Principali società
- BPU Banca, capogruppo
- Banca Popolare di Bergamo
- Banca Popolare Commercio e Industria
- Banca Popolare di Ancona
- Banca Carime
- Banca Popolare di Todi (fusa nel 2006 in Banca Popolare di Ancona)
- IW Bank, banca diretta
- Banca 24-7, credito al consumo
- BPU Sim, rete di promotori finanziari
- Centrobanca, Corporate e Investment Banking
- BPU Pramerica Sgr, risparmio gestito
- BPU Assicurazioni, bancassicurazione
- BPU Assicurazioni Vita, bancassicurazione
- Aviva Vita, bancassicurazione
- BPU EsaLeasing
- Banque de Dépôts et de Gestion SA, Svizzera
- BPU Banca International SA, Lussemburgo
- BPU Trust Company Ltd, Jersey